# Herman Boerhaave
Herman Boerhaave ([hêrman berháfe], nizozemski botanik, kemik, krščanski humanist in zdravnik evropskega slovesa, * 31. december 1668, † 23. september 1738.
Velja za utemeljitelja kliničnega poučevanja in sodobne učne bolnišnice; nekateri ga imenujejo tudi »oče fiziologije«.. Najbolj poznan je po tem, da je dokazal povezavo simptomov z lezijami (poškodbami) in da je prvi izoliral sečnino iz urina. Njegovo geslo je bilo Simplex sigillum veri, Preprostost je znak resnice.